# Misumenops temibilis
Misumenops temibilis là một loài nhện trong họ Thomisidae.
Loài này thuộc chi Misumenops. Misumenops temibilis được miêu tả năm 1876 bởi Holmberg.